# New Energy
New Energy è il nono album in studio del musicista britannico Four Tet, pubblicato il 29 settembre 2017 dalla Text Records, etichetta di proprietà dello stesso artista. Hebden ha annunciato l'album e la tracklist il 12 settembre 2017. Questo album è stato preceduto dall'uscita dei brani "Planet", pubblicato il 2 agosto, "SW9 9SL", il 25 agosto, e "Scientists", il 13 settembre.

## Tracce
1. Alap – 1:22
2. Two Thousand and Seventeen – 4:12
3. LA Trance – 5:47
4. Tremper – 1:29
5. Lush – 5:12
6. Scientists – 4:59
7. Falls 2 – 1:12
8. You are loved – 6:09
9. SW9 9SL – 7:56
10. 10 Midi – 1:25
11. Memories – 3:18
12. Daughter – 4:55
13. Gentle Soul – 1:12
14. Planet – 7:19